# Nusatidia camouflata
Nusatidia camouflata là một loài nhện trong họ Clubionidae.
Loài này thuộc chi Nusatidia. Nusatidia camouflata được Christa L. Deeleman-Reinhold miêu tả năm 2001.